# Vincent Stora
Vincent Stora (* 23. Januar 1974 in Paris) ist ein französischer Filmkomponist. Er hat seit 2008 Filmmusik vor allem für französische Fernsehfilme und -serien komponiert. 

## Leben
Stora erhielt eine klassische musikalische Grundausbildung. Nach einer kurzen Tätigkeit als Regieassistent beim Film konzentrierte er sich auf die Komposition von Filmmusik. Seinen ersten entsprechenden Auftrag erhielt er im Jahr 2002 als Mitarbeiter an 3 zéros, einem Film von Fabien Onteniente (* 1958). 2003 war an der Filmmusik zu Bernard Storas Film Un preuve d'amour beteiligt. Für sieben weitere Fernsehfilme Storas und dessen letzten Spielfilm Villa Caprice hat er ebenfalls die Musik komponiert. 2007 schrieb er die Musik zu dem israelischen Dokumentarfilm über den Sechstagekrieg Six Days von Ilan Ziv (* 1950).
2007 war er zusammen mit den beiden Senegalesen Kadou und Mao einer der Mitbegründer der französischen Afro-Rock-Gruppe Ben'Bop 
Seit 2013 ist er der Filmkomponist für die französische Krimiserie Candice Renoir.